# سوسیالیسم اقتدارگرا
سوسیالیسم اقتدارگرا، سوسیالیسم مستبد، جامعه‌گرایی اقتدارگرا، جامعه‌محوری سلطه‌خواه، جامعه‌خواهی استبدادی (به انگلیسی: Authoritarian socialism) یا سوسیالیسم از بالا (به انگلیسی: Socialism from above) یک سیستم اقتصادی و سیاسی است که از نوعی اقتصاد سوسیالیستی حمایت‌کرده و از سوی دیگر لیبرالیسم سیاسی را رد می‌کند.
سوسیالیسم اقتدارگرا در اصطلاح، مجموعه‌ای از نظام‌های اقتصادی–سیاسی را نشان می‌دهد که خود را سوسیالیست توصیف می‌کنند و به دلیل هراس از ضد انقلاب و یا به‌عنوان وسیله‌ای برای اهداف سوسیالیستی، مفاهیم لیبرال–دموکراتیک، سیاست چندحزبی، آزادی اجتماع، فراخواندن بازداشتی و آزادی بیان را رد می‌کنند.
چندین کشور به‌ویژه اتحاد جماهیر شوروی، جمهوری خلق چین و متحدان آن‌ها توسط روزنامه‌نگاران و دانشمندان به‌عنوان دولت‌های سوسیالیستی اقتدارگرا توصیف شده‌اند.
سوسیالیسم اقتدارگرا برخلاف جناح ضد اقتدارگرا، ضد دولت‌گرا و جناح لیبرترینیسم جنبش سوسیالیستی، برخی از اشکال سوسیالیسم آفریقایی، عربی و آمریکای لاتین را در بر می‌گیرد. اگر چه منتقدان آن را شکلی اقتدارگرا یا غیرلیبرال از سوسیالیسم دولتی می‌دانستند و اغلب آن‌ها را سوسیالیست می‌نامیدند اما منتقدان چپ آن‌ها را به‌عنوان شکلی از سرمایه‌داری دولتی استنباط می‌کردند. آن دولت‌ها از نظر ایدئولوژیک مارکسیست–لنینیست بودند و خود را دموکراسی کارگری و دهقانی یا مردمی اعلام می‌کردند.
دانشگاهیان، مفسران سیاسی و دیگر محققان تمایل دارند بین دولت‌های سوسیالیست اقتدارگرا و سوسیالیست دموکراتیک تمایز قائل شوند که اولی نماینده بلوک شرق و دومی نماینده کشورهای بلوک غرب است که به‌طور دموکراتیک توسط احزاب سوسیالیستی مانند پادشاهی بریتانیا، جمهوری فرانسه، سوئد و سوسیال دموکرات‌های غربی اداره می‌شوند.
سوسیالیسم تخیلی توسط ادوارد بلامی مورد حمایت قرار گرفت و هال دریپر آن را سوسیالیسمی از بالا شناسایی کرد اما این مدل به شدت با مدل شوروی در تضاد یا در مقایسه با سرمایه‌داری اقتدارگرا بوده‌است. سوسیالیسم اقتدارگرا هم از نظر تئوریک و هم در عمل مورد انتقاد چپ و راست قرار گرفته‌است.

### مطالعه بیشتر
- آراتو، اندرو (۱۹۸۲). جامعه‌شناسی انتقادی و سوسیالیسم دولتی اقتدارگرا. انتشارات انستیتوی تکنولوژی ماساچوست. شابک ۹۷۸-۰-۳۳۳-۲۷۵۵۱-۱.
- آراتو، اندرو (۱۹۸۳). نقد درونی و سوسیالیسم اقتدارگرا. ژورنال کانادایی نظریه سیاسی و اجتماعی.
- آراتو، اندرو (۱۹۹۱). نظریه اجتماعی، جامعه مدنی و تحول سوسیالیسم اقتدارگرا. نیوبرانزویک، نیوجرسی، انتشارات ترانسکشن. شابک ۹۷۸۱۴۱۲۸۲۰۶۷۷.
- آراتو، اندرو (۲۰۱۶). از نئومارکسیسم تا نظریه دموکراتیک: نظریه انتقادی جوامع از نوع شوروی: نظریه انتقادی جوامع از نوع شوروی. انتشارات روتلج. شابک ۹۷۸۱۳۱۵۴۸۷۷۱۷.
- بارنز، ایان (۲۰۰۳). یک اسب تروای فاشیست: موریس باردگراچه، فاشیسم و سوسیالیسم اقتدارگرا. الگوهای تعصب.
- لینگل، کریستوفر (۱۹۹۰). استراتژی‌های اصلاح ساختاری سوسیالیسم اقتدارگرا: نقش مالکیت خصوصی و بازارها. اقتصاد کمونیستی.
- مایجر، رول (۲۰۰۲). جست‌وجوی مدرنیته: اندیشه سیاسی سکولار لیبرال و چپ در مصر. انتشارات روانشناسی. شابک ۹۷۸۰۷۰۰۷۱۲۴۷۲.
- ویلینگ، مارک (۱۹۹۲). سوسیالیسم، دموکراسی و جامعه مدنی: موردی برای سوسیالیسم انجمن‌گرا. ژورنال تئوری اجتماعی و سیاسی.